# Novyj (Tachtamukajskij rajon)
Novyj (in lingua russa Новый) è un centro abitato dell'Adighezia, situato nel Tachtamukajskij rajon. La popolazione era di 2.214 abitanti al dicembre 2018. Ci sono 21 strade.